# Franz Kaiser (Architekt, 1888)
Friedrich Franz Kaiser (* 5. Februar 1888 in Düren; † 23. Juli 1971 in Hamburg) war ein deutscher Architekt und Maler sowie einer der sogenannten Inflationsheiligen der 1920er Jahre.

## Leben
Der als Sohn eines Eisenbahnschaffners geborene Kaiser absolvierte zunächst die Realschule und eine kaufmännische Lehre. Danach besuchte er die Königliche Kunst- und Gewerbeschule in Berlin, wo er anschließend auch als angestellter Architekt zu arbeiten begann, u. a. bei Bruno Paul und Peter Behrens. Im Ersten Weltkrieg wurde er als Soldat verwundet. Im Jahr 1916 heiratete er Lea Gerta Lipsky, von der er sich 1924 wieder scheiden ließ. An der Novemberrevolution 1918 beteiligte er sich als kommunistischer Redner. Von 1919 bis 1921 arbeitete er als Lehrer der Architekturklasse an der Kunst- und Gewerbeschule in Königsberg. Künstlerisch stand er den Berliner Dadaisten nahe.
Wie bei den meisten Inflationsheiligen gab es auch bei Kaiser eine Lebenszäsur. Um 1921 begegnete er dem selbsternannten „Erlöser der Menschheit“, Ludwig Christian Haeusser, und reflektierte daraufhin sein bisheriges Leben. Ernüchtert konstatierte Kaiser an sich eine Abscheu dem bürgerlichen Kunstbetrieb und der modernen Zivilisation gegenüber: Berlin wirkte auf ihn „wie eine untergehende ‚Lusitania’… Mir geht der Untergang dieser meiner lieben Stadt schrecklich an die Nerven. Der Untergang im Kot. Der Untergang in der eigenen Scheiße! Schrecklich anzuschauen! Ekelhaft!“
Kaiser gab seinen Beruf als Architekt auf, beschimpfte seine bisherigen Auftraggeber öffentlich und zog drei Jahre lang mit Haeusser und seinem Gefolge, den „Narren in Christo“, als Vagabund und Prediger durch Deutschland. Wie Haeusser geriet er in dieser Zeit wiederholt mit dem Gesetz in Konflikt und wurde wegen Beleidigung, Bettelei, Diebstahls und „Reisen in Horden“ verurteilt. Von Haeusser übernahm Kaiser den „Ich-Kult“ und die egomane Selbststilisierung und verband diese Elemente bei seinen Auftritten mit dadaistischem Rollenspiel. Seinen Kontakt zur Künstlergruppe um Raoul Hausmann, Wieland Herzfelde und George Grosz hielt er auch in seiner Zeit als Wanderprediger aufrecht. Sie arbeiteten 1923 an seiner Zeitschrift „Stark-Kaiser“ mit.
Als „Führer“ und „Volks-Kaiser“ trat Kaiser 1924 bei den Reichstagswahlen als Kandidat an, ebenso bei der Reichspräsidentenwahl 1925 – jedes Mal ohne messbaren Erfolg. Sein „Wahlprogramm“ glich dabei mehr einem dadaistischen Happening: „Diktatur der Gewalttätigkeit allen Feinden der Wahrheit gegenüber. Ich werde einmal und zweimal warnen und dann töten. Wer nicht hört muß fühlen. Ich habe meine Leute… Ich bin das Gericht Gottes! Ich fordere kategorisch die Köpfe der Lasterhaften!!!“
Im Oktober 1925 beendete Kaiser, der am Rande des Existenzminimums lebte, seine Rolle als öffentlicher Provokateur und entschuldigte sich offiziell, blieb aber seinen inneren Anschauungen treu. Sein Plan, eine „praktische Schule für Lebensreform“ in Berlin zu gründen, scheiterte jedoch, ebenso wie verschiedene Versuche zum Aufbau einer ländlichen „Siedlung“. Erst in Hamburg fand er (bis zu seinem Lebensende) eine feste Bleibe und Wirkungsstätte: „Als ich 1926 in Lumpen und mit nichts in Hamburg landete, sammelte ich hier im Verbrecher-, Dirnen- und Zuhälterviertel das, was die andren an Material und Menschen fortwarfen, machte es mit Arbeit und Reden und hektographierten Schriften zur Dauer-Ausstellung und Versammlung, … zum Schluß kam auch die Prominenz, so entstand eine Art Kunst und Leben, die … nach und nach so eine Art ‚Beruf’ geworden ist“, erinnerte sich Kaiser 1961 in einem Brief.
Zusammen mit seiner Lebensgefährtin Therese Böckmann, ebenfalls eine ehemalige Haeusser-Anhängerin, gründete er Ende der 1920er Jahre die „Franzkaiserschule“, an der Haushaltsgeräte und Möbel von Jugendlichen hergestellt wurden. Im Dritten Reich wurden alle seine im öffentlichen Besitz befindlichen Werke – sein Gemälde „Die Afrikanerin“ war beispielsweise 1932 von der Hamburger Kunsthalle angekauft worden – im Rahmen der Aktion Entartete Kunst beseitigt. Kaiser selbst wurde zur Rüstungsarbeit zwangsverpflichtet. Im Jahr 1941 ging er seine zweite Ehe ein.
Nach 1945 war Kaiser weiter künstlerisch tätig, verdiente seinen Lebensunterhalt aber als Hausmeister. Seinen Anschauungen der Wanderprediger- und Lebensreformzeit war er bis zuletzt treu geblieben: Mit dem damaligen Senator und späteren Bundeskanzler Helmut Schmidt stritt er Mitte der 1960er Jahre über Religion. Und noch 1965 geriet Kaiser bei einer Ausstellung seiner Gemälde mit einem Pater aneinander, als dieser die Entfernung eines der Bilder forderte. Es trug die Aufschrift: „Ich Bin der Herr Mein Gott / Ich will keine anderen Götter haben neben Mir!“